# Balletto russo

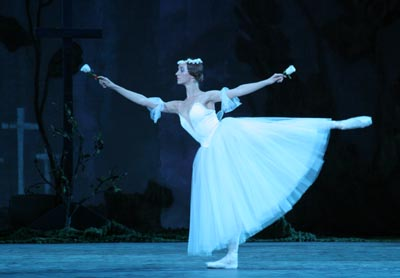
Una rappresentazione di Giselle, ou Les Wilis

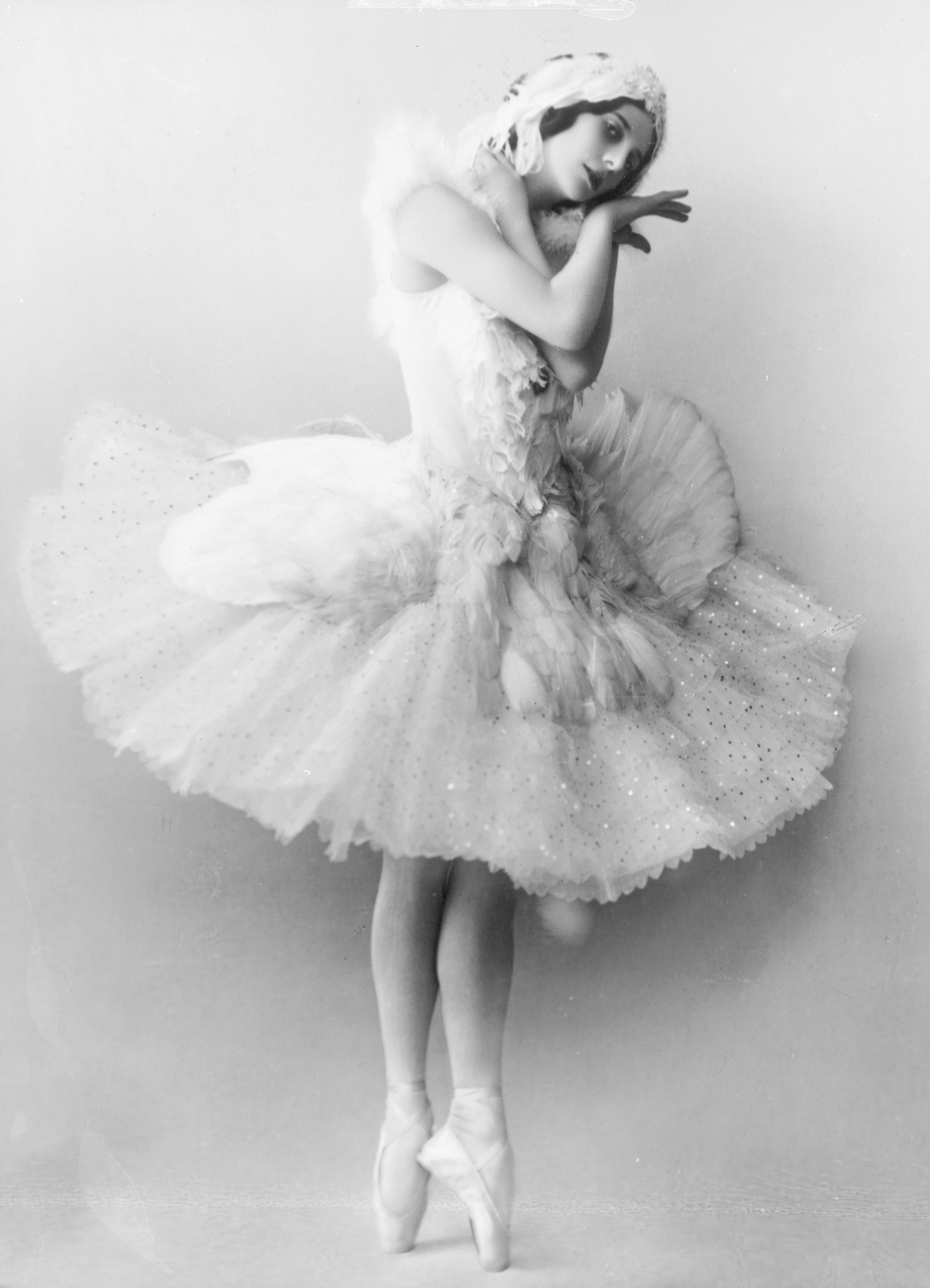
Anna Pavlova, una delle ballerine più famose del suo tempo

Il balletto russo (in francese: Ballet russe) è una forma di balletto caratteristico o originario della Russia.

## Balletto Imperiale Russo
Fino al 1689 il balletto in Russia era pressoché inesistente. Il controllo zarista e l'isolazionismo in Russia non avevano permesso che una scarsa influenza dall'Occidente. Fu solo con l'ascesa di Pietro il Grande che la società russa si aprì all'Occidente. San Pietroburgo sorse per abbracciarne la cultura e competere contro l'isolazionismo di Mosca. Pietro il Grande creò una nuova Russia che rivaleggiava con la società dell'Occidente con magnifici tribunali e palazzi. La sua visione era di sfidare l'Occidente. Il balletto classico entrò nel regno della Russia non come intrattenimento, ma come "standard di comportamento fisico da emulare e interiorizzare - un modo di comportarsi idealizzato". L'obiettivo non era quello di intrattenere le masse, ma di educare il nuovo popolo russo.

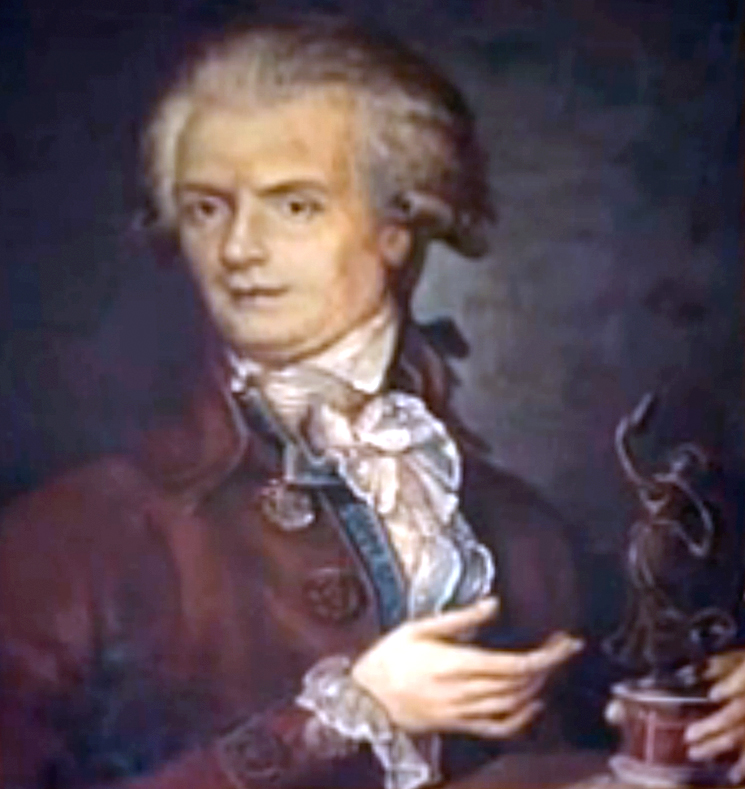
Jean-Baptiste Landé fondò il balletto russo.

L'imperatrice Anna (1730 - 1740) era dedita a divertimenti ostentati (balli, fuochi d'artificio, quadri) e nell'estate del 1734 ordinò la nomina di Jean-Baptiste Landé come maestro di ballo nell'accademia militare che aveva fondato nel 1731 per i figli della nobiltà. Nel 1738 Landé divenne maestro di balletto e direttore della nuova scuola di danza, lanciando lo studio del balletto professionale e ottenendo il patrocinio delle famiglie d'élite.
La Francia fornì molti direttori come Charles Didelot a San Pietroburgo (1801-1831), Jules Perrot (1848-1859) e Arthur Saint-Léon (1859-1869).
All'inizio del XIX secolo, i teatri erano aperti a chiunque potesse permettersi un biglietto. Una sezione di posti a sedere chiamata rayok, o "galleria del paradiso", consisteva in semplici panche di legno. Ciò consentiva alle persone non abbienti di accedere al balletto, perché i biglietti in questa sezione erano poco costosi.
Un autore descrive il balletto imperiale come "diverso da quello di qualsiasi altro paese al mondo ... le più prestigiose tra le compagnie di balletto erano quelle collegate ai teatri patrocinati dallo stato. I direttori di queste compagnie venivano nominati personalmente dallo zar e tutti i ballerini erano, in un certo senso, servi imperiali. Nel teatro gli uomini del pubblico rimanevano sempre in piedi finché lo zar non entrava nel suo palco e, per rispetto, dopo la rappresentazione rimanevano al loro posto fino a che non se ne era andato. Le chiamate alla ribalta erano organizzate secondo uno schema rigoroso: prima la ballerina si inchinava al palco dello zar, poi a quella del direttore del teatro e infine al pubblico generale.

## Ballets Russes
All'inizio del 1900 il balletto russo andò oltre i suoi confini e si infiltrò a Parigi. Era diventato una forza propria ed era decisamente russo, mentre era ancora stretto alla società parigina. Nel 1903 Ivan Clustine, ballerino e coreografo russo che aveva iniziato la sua carriera al Teatro Bol'šoj, fu nominato maestro di balletto all'Opera di Parigi. L'assunzione di Clustine scatenò una frenesia di domande sulla sua nazionalità ed i suoi programmi coreografici: "La sua assunzione fu considerata come un tentativo diretto dell'Opera di imitare la compagnia russa; anche lui ci pensava molto, asserendo, non senza sconforto, che l'ispirazione veniva troppo spesso dal nord: "Una rivoluzione! Un metodo che le persone spesso applicano nel paese degli zar." Clustine, pur riconoscendo la sua nazionalità con orgoglio, non nutriva nessuna delle intenzioni rivoluzionarie che alcuni ritenevano un'inevitabile conseguenza dell'essere russi."
I parigini, pur negando l'adozione della troupe russa arretrata, avevano una chiara influenza russa nel loro teatro. "Nonostante le proteste di Clustine, diverse caratteristiche dei balletti post-1909 dell'Opera, insieme alle sue convenzioni istituzionali e alla politica del balletto, sembravano tradire un'influenza russa." Lo stigma della brutalità e della forza russa fu applicato anche a Parigi. Mentre il loro stile non era solo accettato a Parigi, ma implementato nei teatri di Parigi, i Balletti russi erano ancora considerati pericolosi, anche nel teatro dello spettacolo. "I Balletti russi, alla base, erano diventati una metafora dell'invasione, una forza eterna che avrebbe potuto inghiottire e controllare, potevano penetrare nella membrana della società francese, della cultura e persino dell'arte stessa."
L'abbraccio del balletto russo nella società parigina divenne un punto di contesa e il nazionalismo francese entrò in collisione con la determinazione russa. Sorsero degli interrogativi sull'intenzione russa nei teatri di Parigi sotto il titolo di "politica culturale", tra cui "la delimitazione dei confini, la conservazione dell'identità e la natura degli impegni relazionali". La Russia era incapace di portare semplicemente la cultura russa in Occidente, ma creò una paranoia di intenzioni ovunque andassero. All'inizio, la relazione tra la Russia e la Francia attraverso le arti era una testimonianza delle loro alleanze politiche. "I critici francesi hanno riconosciuto un retaggio coreografico condiviso: il balletto francese era emigrato in Russia nel diciannovesimo secolo, per poi tornare, decenni dopo, sotto le spoglie dei Ballets Russes. La compagnia, quindi, ormeggiata in una storia che intrecciava entrambe le nazioni, non aveva solo contribuito a un programma culturale di scambio.
I Ballets Russes erano una testimonianza della cooperazione franco-russa, della buona volontà e del sostegno; rappresentavano "un nuovo ordine di alleanza" (un ulteriore rafforzamento dell'alleanza). "Tuttavia, la relazione ebbe una svolta negativa quando sorse il duplice rapporto all'interno dell'alleanza. Mentre la Russia continuava a prendere in prestito denaro dalle banche francesi, "i russi non erano più interessati a sostenere la cultura francese e la politica coloniale". Questa duplicità alimentò la paranoia e la mancanza di fiducia che vediamo nella relazione riguardante le arti. La stampa parigina parlava dei Ballets Russes sia in termini di "incanto", "bouleversement" e "fantaisie". Eppure invocavano anche metafore di invasione, descrivendo la presenza parigina della compagnia in termini di "assaut" (assalto) e "conquista" (conquista).
"La relazione a due facce può essere vista in questa espressione sia di estasi che di contesa. Un giornalista francese, Maurice Lefevre, invitò i suoi colleghi parigini a vedere la realtà dell'invasione russa come se fosse un'infestazione: "Dobbiamo fare un po' di ricerca dell'anima e chiedere se i nostri ospiti non stanno per diventare i nostri padroni". Insinuare che la Russia stava per conquistare la Francia attraverso le arti dello spettacolo sembra essere irrazionale, ma le prove suggerivano che i timori erano reali tra i parigini.

## Compagnie di balletto
La prima compagnia di balletto fu la Scuola Imperiale di Balletto a San Pietroburgo negli anni '40 del XVII secolo. Sergej Djagilev (1872-1929), una figura di enorme importanza nella scena del balletto russo, fondò la compagnia di balletto Ballets Russes nel 1909. Djagilev intervenne in ogni aspetto del balletto: regia, produzione, illuminazione, scenografia e esecuzione. La sua compagnia di balletto aveva sede a Parigi. Un protégé di Diaghilev, George Balanchine, fondò il New York City Ballet nel 1948. Oggi la compagnia Kirov Ballet (ora nota come Balletto Mariinskij) e la compagnia Bolshoi sono due compagnie di balletto russo di fama mondiale che girano il mondo.
- Balletto Mariinskij (precedentemente Balletto Kirov)
- Balletto Bol'šoj

Altre compagnie di balletto russe comprendono:
- Balletti Russi, founded in 1909
- Accademia statale di coreografia di Mosca, comunemente nota come L'Accademia di balletto del Bolshoi, fondata nel 1773
- Accademia di danza Vaganova, fondata nel 1738 come Scuola Imperiale di Balletto
- Saint Petersburg Eifman Ballet, fondata nel 1977
- Balletto del Teatro Michajlovskij, fondata negli anni '30
- Teatro Accademico di stato di Perm di Opera e Balletto, fondato nel 1896
- Teatro dell'opera e del balletto di Novosibirsk, fondato nel 1945
- Balletto di Stato russo della Siberia, fondato nel 1978

Un certo numero di compagnie sono state chiamate, o è stato inserito nel loro nome Balletto di Mosca.

## Metodi
Esistono diversi metodi nel balletto russo. Il più diffuso è il metodo Vaganova, dal nome della ballerina e insegnante Agrippina Vaganova.

## Ballerini importanti
Molti ballerini russi sono progrediti fino a raggiungere il successo mondiale; i ballerini russi più importanti sono:
- Nina Ananiashvili
- Altynai Asylmuratova
- Michail Baryšnikov
- Natalija Bessmertnova
- Vakhtang Chabukiani
- Natalija Dudinskaja
- Nikolaj Fadeečev
- Michel Fokine
- Ekaterina Vasil'evna Gel'cer
- Pavel Gerdt
- Elizaveta Gerdt
- Aleksandr Gorskij
- Alexander Godunov
- Anna Johansson
- Tamara Karsavina
- Matil'da Kšesinskaja
- Ekaterina Kondaurova
- Ekaterina Krysanova
- Nikolaj Legat
- Sergej Legat

- Ol'ga Lepešinskaja
- Larisa Ležnina
- Māris Liepa
- Ul'jana Lopatkina
- Lidija Lopuchova
- Natalija Makarova
- Vladimir Malachov
- Léonide Massine
- Ekaterina Maksimova
- Galina Mezenceva
- Mikhail Mordkin
- Irek Muchamedov
- Vaslav Nižinskij
- Olesja Novikova
- Rudol'f Nureev
- Evgenija Obrazcova
- Alla Osipenko
- Natal'ja Osipova
- Veronika Part
- Anna Pavlova

- Majja Pliseckaja
- Ol'ga Preobraženskaja
- Faruch Ruzimatov
- Leonid Sarafanov
- Marina Semenova
- Polina Semionova
- Konstantin Sergeev
- Alla Šelest
- Vladimir Škljarov
- Alla Sizova
- Ol'ga Smirnova
- Alina Alekseevna Somova
- Ol'ga Spesivceva
- Julija Stepanova
- Vasilij Tichomirov
- Vera Trefilova
- Nikolaj Ciskaridze
- Galina Ulanova
- Agrippina Vaganova
- Ivan Vasil'ev

- Vladimir Vasil'ev
- Ekaterina Ottovna Vazem
- Diana Višnëva
- Pierre Vladimiroff
- Svetlana Zacharova

## Balletti russi importanti
- La figlia del faraone (1862)
- Il cavallino gobbo (1864)
- Le Roi Candaule (1868)
- Don Chisciotte (1869)
- La Bayadère (1877)
- La bella addormentata (1890)
- Lo schiaccianoci (1892)
- Le Réveil de Flore (1894)
- Il lago dei cigni (1895)
- Rajmonda (1898)
- Les Millions d'Arléquin (1900)
- L'uccello di fuoco (1910)
- Romeo e Giulietta (1940)
- Cenerentola (1945)